# استخدام (فیلم)
استخدام (انگلیسی: The Hire) فیلمی مشتمل بر ۸ قطعه فیلم کوتاه و مجزای ۱۰ دقیقه‌ای به کارگردانی جان فرانکن‌هایمر، انگ لی، وونگ کار وای، گای ریچی، الخاندرو گونسالس اینیاریتو، جان وو، جو کارنهان، و تونی اسکات است که در سال ۲۰۰۱ منتشر شد. این فیلم به سفارش شرکت ماشین‌سازی ب‌ام‌و ساخته شده و در هر کدام از قسمت‌ها، عملکرد و توانایی‌های یکی از محصولات این شرکت در خلال داستان نشان داده می‌شود. رانندگی همه ماشین‌ها به عهدهٔ کلایو اوون است.

## عنوان قسمت‌ها و عوامل سازنده‌شان

### فصل اول

#### کمین
- بازیگر: توماس میلیان
- کارگردان: جان فرانکن‌هایمر
- فیلم‌نامه‌نویس: اندرو کوین واکر
- اتومبیل: ب‌ام‌و سری ۷

#### مبعوث
- بازیگر: میسون لی
- کارگردان: انگ لی
- فیلم‌نامه‌نویس: دیوید کارتر
- اتومبیل: ب‌ام‌و سری ۵

#### تعقیب
- بازیگران: فارست ویتاکر، میکی رورک و آدریانا لیما
- کارگردان: وونگ کار وای
- فیلم‌نامه‌نویس: اندرو کوین واکر
- اتومبیل: ب‌ام‌و سری ۳ و ب‌ام‌و زد۳ رودستر

#### ستاره
- بازیگر: مدونا
- کارگردان: گای ریچی
- فیلم‌نامه‌نویس‌ها: جو سوئیت و گای ریچی
- اتومبیل: ب‌ام‌و ام۵

#### انبار باروت
- بازیگران: استلان اسکاشگورد و لوئیس اسمیت
- کارگردان: الخاندرو گونسالس اینیاریتو
- فیلم‌نامه‌نویس‌ها: گی‌یرمو آریاگا و دیوید کارتر
- اتومبیل: ب‌ام‌و ایکس۵

### فصل دوم

#### گروگان
- بازیگر: مائوری چایکین و کاترین موریس
- کارگردان: جان وو
- فیلم‌نامه‌نویس‌ها: دیوید کارتر، گِـرِگ هان و وینسنت نِـگو
- اتومبیل: ب‌ام‌و زد۴

#### قلب
- بازیگران: دان چیدل، اف. موری آبراهام
- با حضور افتخاری: ری لیوتا، رابرت پاتریک، کلیفتون پاول و دنیس هیزبرت
- کارگردان: جو کارنهان
- فیلم‌نامه‌نویس: جو کارنهان
- اتومبیل: ب‌ام‌و زد۴

#### شیطان را بران
- بازیگران: جیمز براون، گری اولدمن، دنی ترخو
- با حضور افتخاری: مریلین منسون
- کارگردان: تونی اسکات
- فیلم‌نامه‌نویس‌ها: دیوید کارتر، گِـرِگ هان و وینسنت نِـگو
- اتومبیل: ب‌ام‌و زد۴

### فصل سوم

#### فرار
- بازیگران: جان برنثال، داکوتا فانینگ و ورا فارمیگا
- کارگردان: نیل بلومکمپ
- فیلم‌نامه‌نویس‌ها: نیل بلومکمپ و دیوید کارتر
- اتومبیل: ب‌ام‌و سری ۵